# Тарасюк Олег Андрійович
Оле́г Андрійович Тарасю́к (1968, Курозвани, Гощанський район, Рівненська область — 10 серпня 2014, Іловайськ, Донецька область) — командир Рівненської розвідгрупи Добровольчого корпусу «Правого Сектору».

## Життєпис
Народився 1968 року в селі Курозвани (Гощанський район, Рівненська область); був у мами другим сином з трьох. Закінчив Курозванівську ЗОШ. Олег Тарасюк — колишній морський піхотинець, родом з с. Курозвани Гощанського району Рівненської області. Служив на Тихоокеанському флоті; за військовим фахом — підводник-диверсант. Навчався у першому професійно-технічному училищі міста Рівне. Працював на «Азоті» муляром-монтажником. Працював у Рівному, мав власне підприємство. Торгував тракторами з Європи. Власним коштом облагородив озерце в рідному селі. Розводив рибу в Курозванах, орендував два ставки. У нього залишились дружина, двоє дітей та двоє онуків. Співпрацював з фермерським господарством «Гітас» і був спонсором однойменної футбольної команди.
Коли розпочалися бойові дії на сході України, пішов у військкомат. Виявилося, що його військової справи там нема, тоді записався в добровольчий корпус «Правий сектор». Став інструктором; вперше поїхав у травні 2014 року. Воював у Донецьку, Амвросіївці та Карлівці; очолював рівненську розвідгрупу з 12 людей, яка допомагала «Азову» штурмувати селище.

### Обставини загибелі
Загинув о 17-й годині 10 серпня 2014 року від кулі снайпера в бою поблизу Іловайська Донецької області. Тоді ж загинули вояки «Кривбасу» Сергій Бонцевич, Олександр Палій та з «Правого сектору» Анатолій Федчишин.
Залишилася дружина Ірина, двоє дорослих дітей — Ольга й Андрій та дві маленькі онуки.

## Нагороди
У 2021 році нагороджений орденом «За мужність» III ступеня (посмертно).

## Вшанування
- У Курозванівській ЗОШ відкрито меморіальну дошку випускникові Олегу Тарасюку;
- 20 вересня 2015 року в Курозванах освячено пам'ятник Дмитрові Козачонку й Олегові Тарасюку.
- його портрет розміщений на меморіалі «Стіна пам'яті полеглих за Україну» в Києві: секція 2, ряд 10, місце 26.
- відзнака ДУК ПС «Бойовий Хрест Корпусу» (посмертно).
- згідно з рішенням Рівненської міської ради № 5756 від 17 вересня 2015 року присвоєно звання «Почесний громадянин міста Рівне» (посмертно).
- 20 вересня 2015 року в селі Курозвани освятили пам'ятник борцям, полеглим за волю незалежної України — Олегу Тарасюку та Дмитру Козачонку.
- вшановується 10 серпня на щоденному ранковому церемоніалі вшанування захисників України, які загинули за свободу, незалежність і територіальну цілісність нашої держави.[7]